# Bommer Weiher
Die Bommer Weiher (Schreibweise auf Landeskarte: Bommerweier) sind eine Reihe von ehemaligen Fischteichen in der Nähe von Alterswilen (Gemeinde Kemmental) südlich von Kreuzlingen im schweizerischen Kanton Thurgau. Sie liegen in einer sanften Talmulde auf einer Höhe von 530 Metern über Meer und erstrecken sich über rund 16,5 Hektaren. Der Name stammt vom Weiler Bommen, einer Ansammlung weniger Häuser südlich der Gewässer. 

## Beschreibung
Die kleinen Seen gehören zum hydrologischen Quellbereich des Fortibaches, der sie von Osten nach Westen durchfliesst. Trotz ihrer künstlichen Anlage entwickelten sie sich zu einem Naturkleinod. Die Weiher bieten Lebensraum für viele Wasserpflanzen, Amphibien und Wasservögel. Das Gebiet ist heute ein beliebtes Naherholungsziel. Obwohl die kleinen Gewässer nicht mehr genutzt werden dürfen, ist die Fischerei noch sehr eingeschränkt erlaubt. Ein Wanderweg führt durch das Gebiet und ermöglicht, die reiche Flora und Fauna zu beobachten. Die Besitzverhältnisse der Bommer Weiher sind zu je einem Drittel auf Private, den Kanton Thurgau und die Naturschutzorganisation Pro Natura aufgeteilt.

## Entstehung und Geschichte
Die Weiherlandschaft von Bommen wurde von Menschen geschaffen. Ein Urkundenbuch der Kirchgemeinde Alterswilen belegt, dass auf einer Wiese, die zum Hofe Bommen gehörte, im Jahr 1460 auf Geheiss des grossen Spitals zu Konstanz drei Weiher künstlich angelegt wurden. In der Bevölkerung der umliegenden Gemeinden wird auch erzählt, der Bischof von Konstanz habe den Auftrag erteilt. 

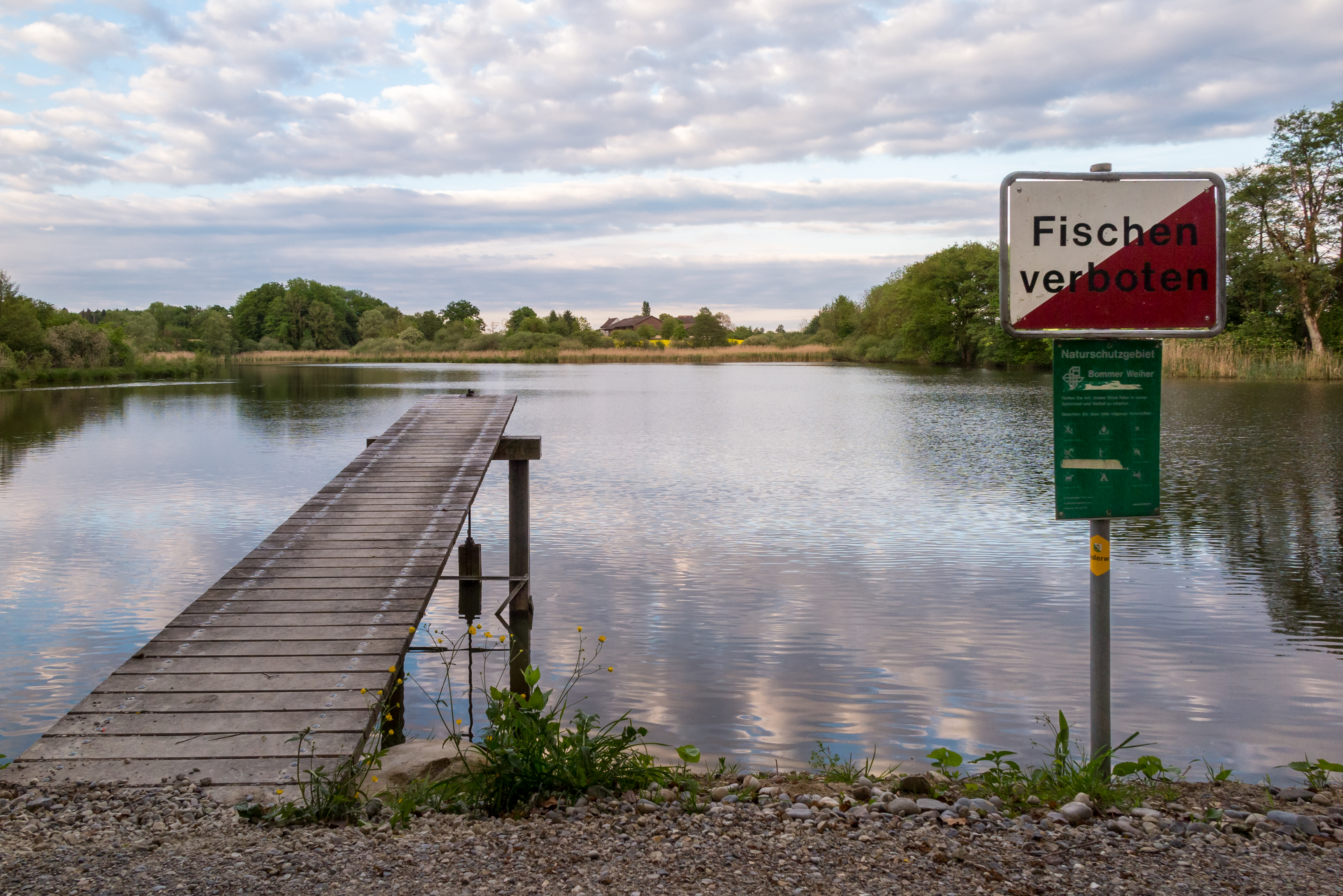
Unterer Weiher: Naturschutz statt Fischerei

Die Bommer Weiher dienten der wirtschaftlichen Nutzung für den Betrieb von Mühlen und für die Fischerei. Da sich die Natur optimal im und um die Gewässer entwickelte, wurde das Gebiet unter Naturschutz gestellt. Durch ein Legat ging ein Drittel des Besitzes im Jahr 2003 an die Naturschutzorganisation «Pro Natura», die sich bis heute um die Erhaltung der Weiher bemüht. Im Jahr 1979 wurden die Teiche saniert, um einer zu starken Verlandung vorzubeugen. Heute sind sie ein wichtiges Naherholungsgebiet der Region.

## Flora und Fauna
Die Bommer Weiher sind Lebensraum für alle gängigen Teichpflanzen, Amphibien und sonstigen Wasserbewohner. Es sind Laubfrösche, Fadenmolche, Erdkröten, Ringelnattern, Bitterlinge, seltene Vögel wie Wasserrallen, Rohrammern, Teich- und Sumpfrohrsänger sowie seltene Libellenarten anzutreffen.

## Bilder

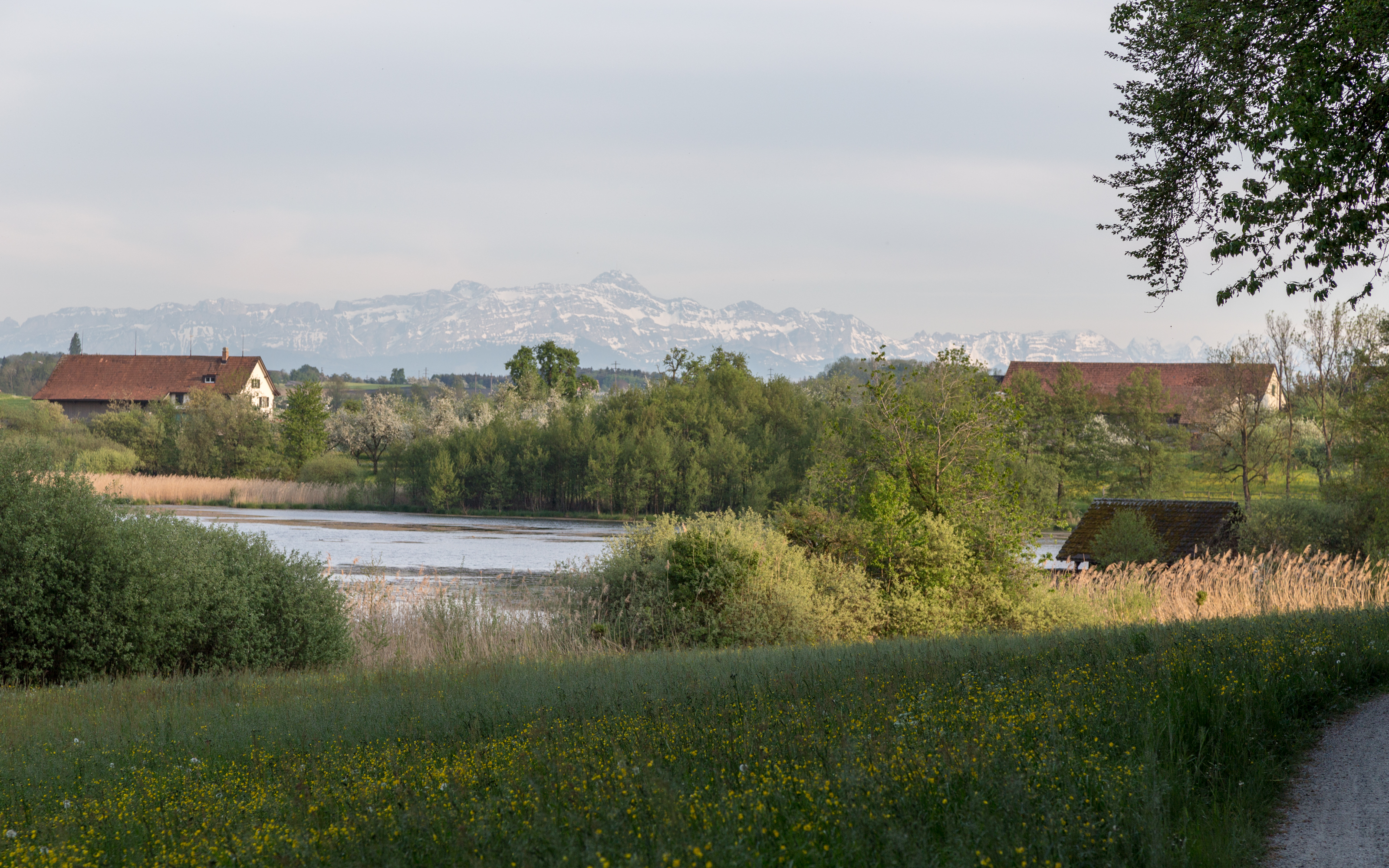
Oberer Weiher mit Blick auf den Säntis
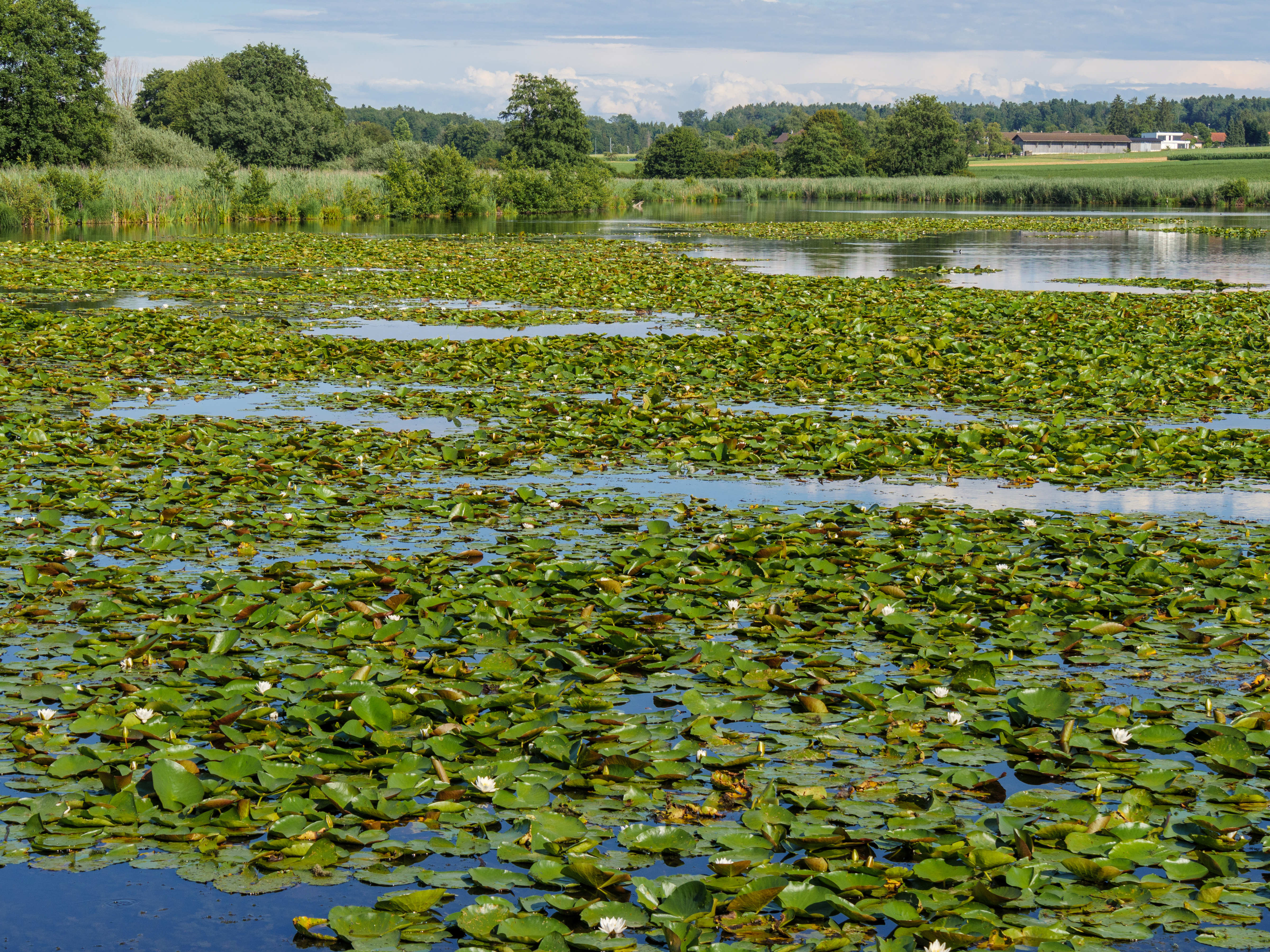
Seerosenteppich im Oberen Weiher
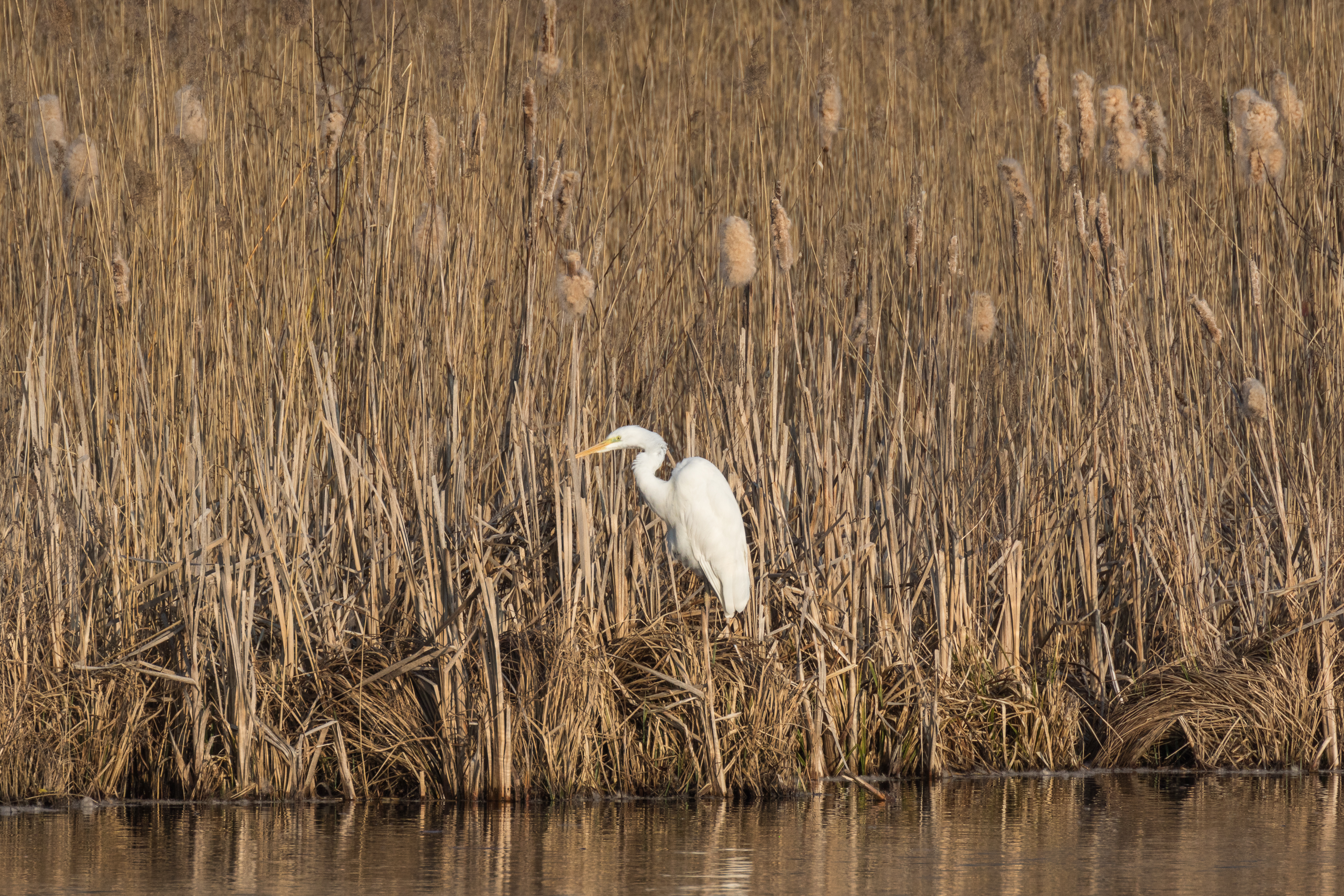
Silberreiher am oberen Weiher
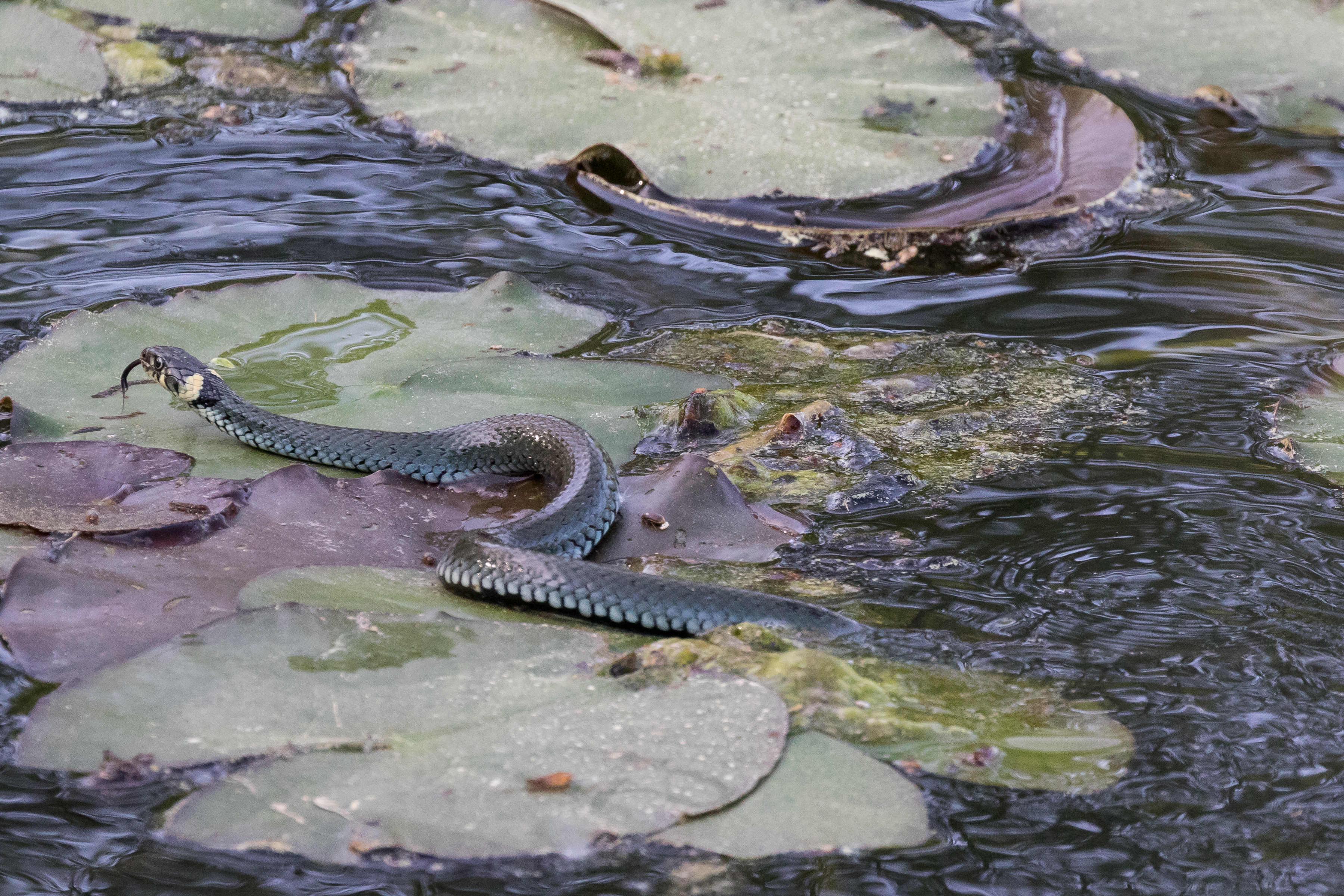
Ringelnatter im Bommer Weiher
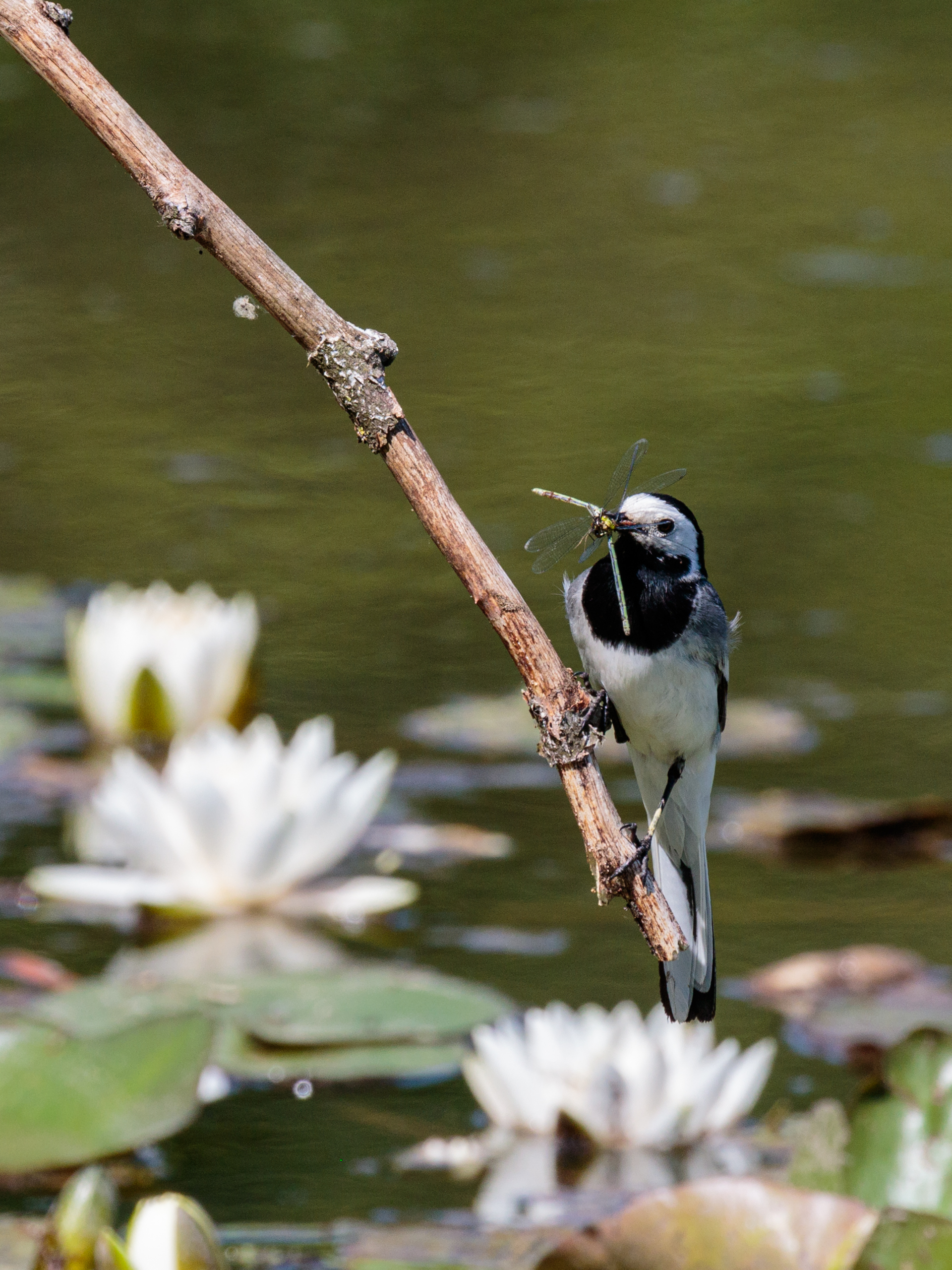
Bachstelze mit Beute